# Gašper Cigale
Gašper Cigale (tudi Gašper Zigolle), slovenski rimskokatoliški duhovnik in narodni buditelj, * 2. januar 1805, Zadlog, † 2. maj 1850, Biljana. 

## Življenje in delo
Rodil se je v slovenski družini majhnemu kmetu Boštjanu in Elizabeti Cibic, rojeni Tominc. Študij bogoslovja je končal v Gorici, kjer je bil 10. septembra 1830 tudi  posvečen. Najprej je bil kaplan v Biljani, nato upravitelj v Vipolžah in kaplan v Medani (1830-1838), bil nato premeščen za kurata v Gorico (1838–1840) in od tam za župnika v Biljano (1840–1850), kjer je umrl v starosti 45 let. Cigale je pripadal goriškemu krogu bogoslovcev, ki so se zbirali v knjižnici Valentina Staniča ter skupini duhovnikov, ki so pod vodstvom dekana Jožefa Stibiela v Goriških Brdih ustanovili prve slovenske šole. Cigale je povsod kjer je služboval širil slovenski tisk, zlasti Kmetijske in rokodelske novice v katere je tudi sam pisal članke. Tako je v Novicah med drugim objavil dopise o slovenskem šolstvu na Goriškem, o smrti Valentina Staniča, o posvečenju škofa Jerneja Legata in druge. Leta 1847 je v Novicah izšla tudi njegova pesem Kavka in petelin.